# Francesco Landi (general)
Francesco Landi fue un general de brigada italiano que se destacó por ser el comandante principal en la Batalla de Calatafimi contra los Camisas Rojas de Garibaldi.

## Biografía
Francesco era hijo de Antonio Landi que era oficial del ejército del Reino de las Dos Sicilias y de Raimonda Buonocore, hija de un oficial del Ejército del Reino de las Dos Sicilias, tenía 6 hermanos, de los cuales cuatro (Donato , Luigi, Giovanni y Nicola) seguirán la carrera militar, mientras que Giuseppe ejercerá la carrera jurídica y Gennaro tomará sus votos..
Francesco Landi fue admitido a los 14 años como alumno de la Escuela Militar Nunziatella a principios de la década francesa. Landi y sus alumnos fueron asignados primero a un regimiento como voluntarios, para luego convertirse en graduados de la tropa, suboficiales y finalmente subtenientes. Landi fue asignado primero como voluntario al regimiento de infantería de 3.ª línea y luego se convirtió en segundo teniente en noviembre de 1809..
Joachim Murat había estado sentado en el trono de Nápoles desde el 1 de agosto de 1808 y organizó una fuerza expedicionaria formada por 20.000 franceses y 8.000 napolitanos para intentar una invasión en Sicilia contra Fernando I de Sicilia y sofocar el bandolerismo en Calabria, fomentado a su vez por leales a la corona de Fernando I. Su base de operaciones estaba en Calabria, y Francesco Landi participó en la expedición con el regimiento de línea 3 hasta 1813 cuando como un teniente fue asignado al regimiento de línea 8.
Participó en el Sitio de Ancona en 1814 y en la campaña de Joachim Murat contra los austriacos hasta la derrota de Tolentino el 2 de mayo de 1815, tras haber recibido el ascenso a capitán y la cruz de caballero de la Real Orden de los Dos-Sicilias.
Con la derrota de Murat en la Batalla de Tolentino, Fernando I de Sicilia ascendió al trono de Nápoles con el nombre de Fernando I de Nápoles. El Capitán Landi, según el Tratado de Casalanza, mantendrá los honores y grados mediante el juramento de lealtad a Fernando I de Nápoles. Bajo el nuevo régimen borbónico, Francesco Landi, confirmado en el cargo de capitán, fue asignado en 1816 al 3er regimiento de la línea Regina, estacionado en Bari. Los oficiales muratianos y sicilianos, hasta hace poco en campos opuestos, ahora convivirían en una situación de rivalidad hostil que tendería a empeorar tras algunas medidas divisorias del gobierno borbónico. Las condecoraciones de la Real Orden de las Dos Sicilias serían un signo de división entre las dos facciones y esto generaría un descontento clandestino entre los oficiales muratianos que conducirá a la formación de algunos de estos oficiales de logias carbonare sin embargo no hubo registros al respecto. La participación de Francesco Landi en estas logias carbonare, incluso si Landi se adhirió al movimiento constitucional de 1820-1821 con el que Fernando I de Nápoles se vio obligado a otorgar la constitución, luego revocada unos meses después con la ayuda de los austriacos.
En 1818 Francesco Landi se casó con Raffaella De Marinis, perteneciente a una familia noble de Campania y tuvo cinco hijos que servirían primero en el ejército dos sicilianos, para luego volver a alistarse en el Ejército Real Italiano.
Landi participaría en los levantamientos de Carbonari de 1820-1821, donde su regimiento se distinguiría por las numerosas deserciones y actos de indisciplina. Tras el fin del régimen constitucional con la ayuda del ejército austríaco que quedará como ocupante a expensas del Reino de Nápoles, el ejército nacional se disuelve con un proceso penal para los oficiales más implicados y un examen de la hoja de servicio de los demás. Después de este examen, que evaluaría la conducta política más que la militar, Landi fue exiliado, junto con otros oficiales. La carrera de Landi parece haberse truncado en ese momento. El Reino de las Dos Sicilias, en ausencia de un ejército nacional, tendría que basarse en el Ejército Imperial Austriaco y en la formación de regimientos suizos,
Un punto de inflexión en la política militar del Reino de las Dos Sicilias se produjo con la subida al trono de Fernando II que apasionado sobre los militares y con simpatía por los veteranos de las campañas napoleónicas excluidos con la purga de 1821, que inició la formación de un ejército nacional rescatando de los veteranos muratianos y de los cuadros del ejército siciliano en los que aún se practicaba la antigua práctica de la venta de títulos teniendo lugar. En esta renovación, en 1832, Landi fue llamado entre los oficiales en reserva, solo para ser empleado en departamentos operativos solo en 1838. En 1840 fue destinado al 2. ° Batallón de Cazadores donde permaneció durante ocho años como capitán.
En 1848 fue asignado al 3er Regimiento del Príncipe que estaba comprometido en la represión de una revuelta contra el régimen borbónico en Calabria, recibiendo por sus servicios la cruz de caballero de la Real Orden de Francisco I. No participará en la campaña para la recuperación de Sicilia en el período 1848-1849.
En 1849 fue ascendido a mayor y transferido al 1er Regimiento Rey y luego fue ascendido a teniente coronel y comandó el 9º Batallón de Cazadores y en 1856, al 6º Regimiento de Infantería Farnese estacionado en Palermo, antes de asumir el rango de coronel.

### Expedición de los Mil
Con el 6º Regimiento Farnese, Francesco Landi participó en la represión de la Revuelta de Gancia de principios de abril de 1860 que terminó el 14 de abril con la ejecución de decenas de conspiradores. Su servicio durante la revuelta lo llevó a su ascenso a general de brigada el 19 de abril a la edad de 68 años. En esta etapa de su vida, Francesco Landi padecía una salud inestable y dificultad para permanecer a caballo durante mucho tiempo, prefiriendo el carruaje en movimientos operativos, que también era el medio habitual para los oficiales superiores.
En Sicilia no hubo revolución pero sí una situación revolucionaria que pudo salirse de control, debido a los diversos focos de revuelta presentes. La actitud de los sicilianos fue hostil no solo por su descontento con el gobierno, sino también por la intolerancia hacia la ocupación napolitana. A partir de la Revuelta de los Gancia, hubo una sucesión de acciones de bandas armadas, que, aunque no decisivas, gozaron del apoyo popular, especialmente de los agentes piamonteses de Camillo Benso, Conde de Cavour y tuvieron el efecto de manteniendo en constante presión y estado de alarma al ejército, obligándolo a largas y agotadoras marchas y desplazamientos para hacer frente a las diversas amenazas.
En abril de 1860, había 25.000 soldados en Sicilia, guarnecidos principalmente en Palermo, que llegaron a las distintas partes de Sicilia con columnas móviles según las necesidades. Las tropas en Sicilia dependían del teniente general Paolo Ruffo, príncipe de Castelcicala, a cargo de las fuerzas terrestres y marítimas estacionadas en Sicilia. El ejército tenía un orden territorial, por lo que la constitución de brigadas y divisiones se producía sólo cuando debían operar, creándose unidades heterogéneas y poco cohesionadas precisamente en los momentos de máxima actividad. Esta orden se justificó por la convicción de que una política de aislamiento internacional mantendría al reino a salvo de conflictos, considerando al ejército como una herramienta a ser utilizada principalmente para mantener el orden público.
Aunque hacía tiempo que se ventilaba la hipótesis de un desembarco en Sicilia, las autoridades no prepararon un plan hasta mayo, limitándose a enviar columnas móviles de tropas allí donde se denunciaban bandas armadas. El paso de columnas móviles cerca de los centros habitados creaba inconvenientes, especialmente para los víveres encontrados localmente de los que dependían las columnas móviles. Por falta de coordinación entre el general Paolo Ruffo, jefe del comando siciliano, y el general Giovanni Salzano de Luna, jefe de la plaza de Palermo, el regreso a Palermo por mar desde Trapani de las columnas dirigidas por el general Giuseppe Letizia, y al mismo tiempo el envío de una columna móvil desde Palermo para tratar las noticias de nuevos insurgentes en Sicilia y en particular, una predicción de una Expedición de los Mil de Giuseppe Garibaldi, que partió de Quarto el 5 de mayo, previsto, según información del mando napolitano, en el tramo de costa siciliano entre Mazara y San Vito Lo Capo. El Consejo de Guerra decidió dar el mando de las operaciones para detener a Garibaldi a Francesco Landi, prefiriéndolo al general Giovan Luca von Mechel por ser de origen suizo y por tanto considerado extranjero.
Las columnas móviles de Landi abandonaron Palermo el 6 de mayo de 1860, pero la preocupación del comando no era derrotar a Palermo, que era en sí misma el foco potencial de una revuelta, y por lo tanto utilizar la menor cantidad de hombres y medios posible.
El general se movería con mucha cautela y lamentó la falta de servicios postales en el camino y la presencia de postes de telégrafo rotos. En su correspondencia con los superiores, Landi se quejó de la ausencia de comunicación telegráfica. comunicaciones y la falta de un servicio de retransmisión rápida que permitiera el rápido intercambio de mensajes con los comandos de Palermo, a menos de 80 km de Calatafimi, por lo que tendría que depender de los peatones para comunicarse.
El 9 de mayo, Landi estuvo en Alcamo donde permaneció hasta el 12 de mayo, cuando recibiría comunicación de Palermo del desembarco de Garibaldi en Marsala, recibiendo la orden de reunirse con él, con la promesa de que se unirían refuerzos. él en Calatafimi.
Landi llegó a Calatafimi en la madrugada del 13 de mayo. En correspondencia con los mandos superiores, Landi informaría de la presencia de una masa creciente de insurgentes que tenían su cuartel general en Salemi. Landi, por prudencia, decidió no dirigirse a Salemi para enfrentarse a los insurgentes, considerando más favorable esperar el impacto de los insurgentes en Calatafimi para cortar el camino a Palermo. Landi tenía un total de unos 3.000 soldados en columnas móviles, mientras que no sabía el tamaño de la expedición enemiga, ni tenía información precisa sobre sus movimientos. Landi luego pidió a Palermo más tropas que pudieran agarrar al enemigo por la espalda, pero estas tropas no llegarían. El 14 de mayo desde Palermo, Landi recibiría una comunicación para retroceder a Partinico, en contradicción con las órdenes anteriores para hacer frente a la expedición. Un perplejo Landi envió una expedición de patrulla el 15 de mayo para identificar a las tropas enemigas, prefiriendo esta solución a la continuación del plan de ataque inicial o la retirada hacia Partinico. Las columnas de patrulla estaban compuestas por varias compañías, entre ellas las del Batallón de Cazadores 8 al mando del Mayor Sforza, quienes se encontrarían con los garibaldinos y, tras una primera fase de observación, decidirán de forma autónoma atacar alrededor de las 10:00 de la mañana. aunque no hubo orden en eso ya que fue parte directa del mismo Landi pero sin la coordinación necesaria con las demás compañías presentes y esto llevó a la Batalla de Calatafimi.
El enfrentamiento duraría unas ocho horas y terminaría con la retirada ordenada por Landi, tras una inesperada resistencia de Garibaldi y sus hombres.
Landi fue duramente criticada por su conducta durante la Batalla de Calatafimi en la que el exceso de prudencia, la falta de coordinación del primer ataque y una retirada anticipada determinarían un impacto importante en la moral de las tropas, generando una cadena de hechos que conducirán hasta la caída de Palermo y una increíble derrota militar. Parte de las responsabilidades, según de Cesare en su relato, deben atribuirse a las órdenes contradictorias de los distintos comandos, afligidos por rivalidades internas , al retraso en la llegada de refuerzos desde Nápoles, al intempestivo cambio de teniente general el mismo día de la Batalla de Calatafimi. rumbo a Paolo Ruffo, Príncipe de Castelcicala con el teniente general Ferdinando Lanza, entonces de setenta y dos años, y el temor fundado de la presencia en los alrededores de Calatafimi de formaciones insurgentes que podría apoyar a Garibaldi y agarrar a Landi por la espalda.
Durante la retirada ordenada hacia Palermo, Landi será emboscado por bandas armadas que lo obligarán a una defensa limitada debido a la escasez de municiones restantes. De vuelta en Palermo, el general Lanza demostrará a Landi la excesiva prisa por retirarse. La defensa de Landi se basó en las órdenes contradictorias recibidas del mando, en tanto pasado del general Paolo Ruffo al general Ferdinando Lanza, y en la descripción dada de los hechos. Estas explicaciones serán consideradas exhaustivas por Lanza, ya que este último confirmará a Landi al mando y lo utilizará en puestos de responsabilidad hasta el Sitio de Palermo que estalló el 27 de mayo con la llegada de Garibaldi a las puertas de la ciudad. .

### Acusaciones de traición
Landi, junto con los demás generales que habían participado en la derrota siciliana, serían sometidos a una comisión de investigación, que sin embargo concluiría con un juicio favorable, atribuyendo el fracaso a hechos excepcionales no imputables a la conducta de los generales. Tras este juicio, Landi abandonó el ejército y murió pocos meses después en Nápoles, a causa de una pleuresía, el 2 de febrero de 1861.
Para mitigar los pecados del régimen, la tesis borbónica fue que la caída se debió a la traición de los líderes, antiguos muratistas, desagradecidos por haber sido readmitidos tras la expulsión inicial. El teniente general Paolo Ruffo, príncipe de Castelcicala, tras su destitución como lugarteniente de Sicilia el día de la batalla de Calatafimi, acusaría a Landi de traición, por el tiempo excesivamente prolongado que éste tardaba en los movimientos de sus tropas. Las acusaciones de Ruffo también involucrarán a otros oficiales, incluido el general Lanza. Una comisión de investigación ya había abordado el tema, exonerando a todos los generales, incluido Landi.
A esto se suma que en 1861 se difundió la noticia, sin pruebas, según la cual Francesco Landi, ahora en excedencia, habría ido al Banco di Napoli, a cobrar una póliza de crédito de 14.000 ducados de oro como recompensa recibida por Giuseppe Garibaldi para no oponerse a su avance, luego demostró, según los rumores, una fe falsificada que valía solo 14 ducados, por lo tanto la supuesta muerte súbita por un derrame cerebral.
Raffaele de Cesare también precisó que Landi murió después de unos días de enfermedad y no repentinamente como decían los escritores borbónicos.
En el evento, uno de los hijos del general logró obtener una carta de negación del mismo Garibaldi.
De Cesare cree que la retirada de Landi a Calatafimi, aunque decisiva, fue solo la primera de una desastrosa serie de debacles. Landi no fue el único en ser, en retrospectiva, acusado de traición, ya que una larga serie de otros generales fueron acusados de supuesta traición tanto en Sicilia como en el continente.
Atribuyó la derrota a los graves errores sistémicos cometidos por el ejército borbónico, la ausencia de un mando único, las rivalidades internas y la tendencia a eludir responsabilidades por parte de los más altos oficiales:

"Ciertamente fue un grave error haberle dado a Landi el mando de mayor responsabilidad, ya que se podía prever que su columna habría enfrentado con mayor probabilidad el primer impacto de Garibaldi; error más grave de habérselo entregado en las condiciones denunciadas; y el mayor error en llamar a Letizia de Trapani, así como fue una falta inexcusable e inexplicable el no haber hecho llegar a Marsala los batallones solicitados tras el desembarco de los Mil.

Sólo se necesitaba un gobierno, y hubo dos: en Nápoles y Palermo; sólo se necesitaba un hombre para mandar, y había muchos, suspicaces y celosos unos de otros; se necesitaban generales llenos de fe y con ganas de luchar, y un Rey amado y temido, mientras que Francisco II no era ni eso ni esto; y de los generales, cada uno buscó resguardarse de la tempestad lo mejor que pudo, eludiendo toda responsabilidad, de modo que nadie estaba realmente convencido de que valía la pena defender ese estado de cosas, ¡con el sacrificio de su vida, o de su reputación!
}}